# نیروگاه طرشت
نیروگاه طرشت (شهید فیروزی) و سابقاً معروف به برق آلستوم (تهران، منطقه ۲، در محله طرشت، خیابان ستارخان، تأسیس شهریور ۱۳۳۸)، یکی از نیروگاه‌های ایران از نوع تولید پراکنده (DG) (مصرف برق در محل تولید) با ظرفیت تولید ۵۰ مگاوات است که شامل ۴ واحد بخار می‌باشد، ساخت شرکت آلستوم، در زمینی به مساحت ۱۷ هکتار است.
این نیروگاه در سال ۱۳۸۹ موفق به اخذ گواهینامه ایزو ۱۴۰۰۰ شد و تاکنون چندین بار بهبود یافته است که می‌توان به افزایش کیفیت پساب نیروگاه و استفاده از آن برای آبیاری فضای سبز، نصب CHP یک مگاواتی، تعویض لوله‌های بویلر، گازسوز شدن نیروگاه و… اشاره نمود.

## مشخصات فنی نیروگاه طرشت[۲]

### بویلر
- نوع بویلر: گردش طبیعی، درام‌دار، با کوره تحت مکش
- دبی بخار (در شرایط معمولی): ۶۵ تن در ساعت
- فشاربخار سوپر هیتر: ۴۰ اتمسفر
- دمای بخار سوپرهیتر: ۴۵۰ درجه سانتیگراد
- تعداد مشعل‌ها: ۶ عدد در دوطبقه، دارای ۲ دمنده هوا با دور تند و کند و ۲ مکنده هوای دور تند و کند
- ارتفاع دودکش: ۲۴ متر بدون رهیت
- هر واحد دارای یک پمپ تغذیه با فشار ۶۰ اتمسفر است.

### توربین
- نوع توربین: تک محوره، تعداد طبقات ۱۷
- سرعت: ۳۰۰۰ دور در دقیقه
- تعداد یاتاقان: ۴ عدد
- سطح تبادل کندانسور: ۱۴۰۰ مترمربع
- تعداد لوله‌ها: ۲۴۰۰ عدد
- فشار بخار: ۳۰ میلی‌متر جیوه
- اختلاف دمای ورودی و خروجی: ۱۱ درجه سانتیگراد
- تعداد پمپ‌های بار گردشی: ۲ دستگاه هر کدام ۱۰۰ درصد
- جریان آب خنک‌کن: ۳۷۵۰ متر مکعب در ساعت
- فشار بخار اواپراتور (دسیلاتور): ۳ اتمسفر
- گرمکن فشار ضعیف: ۳ دستگاه

### ژنراتور
- قدرت ظاهری ژنراتور: ۱۵٫۶۲۵ مگاوات آمپر
- قدرت مؤثر: ۱۲٫۵ مگاوات (۰٫۸=cos)
- ولتاژ: ۱۱٫۵ کیلوولت
- فرکانس: ۵۰ هرتز
- سرعت: ۳۰۰۰ دور در دقیقه
- ولتاژ سیستم تحریک: ۱۱۰ ولت
- جریان سیستم تحریک: ۴۸۰ آمپر
- نوع خنک‌کن: با هوار و دارای کولر با آب خنک شونده از برج تر
- قدرت ظاهری ترانس‌های اصلی: ۳۵*۲ مگاوات آمپر
- ولتاژ: ۵/۱۱/۶۳ میلوولت
- تعداد ترانس‌های مصرف داخلی: هر واحد یک دستگاه جهت تجهیزات مستقل و هردو واحد یک دستگاه برای تجهیزات مشترک
- ولتاژ جریان مستقیم: ۱۱۰ ولت

### برج خنک‌کن
- نوع برج خنک‌کن: تر، اجباری
- جنس: اسکلت فلزی، ساختمان پلی‌استیرن و چوبی

## تاریخچه نیروگاه طرشت
در اواخر سال ۱۳۳۳ نیروگاه برق تهران که زیر نظر شهرداری تهران فعالیت می‌نمود جهت کمبود برق تهران قراردادی را با شرکت فرانسوی آلستوم جهت خرید نیروگاه طرشت به بهای ۶٫۳ میلیون دلار با بازپرداخت ۱۰ ساله و سود ۵ درصد منعقد کرد.
در شهریور ۱۳۳۸ واحدهای ۳ و ۴ و در مهر همان سال واحدهای ۱ و ۲ در مدار قرار گرفتند. در آن زمان، این نیروگاه قادر بود به تنهایی بیش از ۵۰ درصد انرژی الکتریکی مورد نیاز تهران را تأمین نماید.
در سال ۱۳۷۷ مدیریت سازمان توانیر برنامه‌ای جهت بازسازی نیروگاه طرشت تدوین کرد. در این برنامه پیش‌بینی شد که این نیروگاه در کنار دستگاه شبیه‌ساز به عنوان مجموعه‌ای برای تولید و آموزش در سطح کشور قرار گیرد. واحدهای ۱ و ۲ نیروگاه طرشت پس از ۶۲ سال، در مهر ۱۴۰۰، با هدف جایگزینی با واحدهای جدید و با راندمان بالاتر از مدار خارج شدند.